# 男の紋章
『男の紋章』（おとこのもんしょう）は、1963年7月14日に日活が配給した、松尾昭典監督、高橋英樹主演の任侠映画である。
『男の紋章シリーズ』第1弾となるこの作品により、高橋英樹はようやくヒット作に恵まれ、スター俳優の仲間入りを果たした。日活製作の任侠映画としては代表格である。

## あらすじ
大島組組長の息子、 大島竜次はやくざの世界を嫌い、医者を志す。やがて工事現場の診療所で働き始めるが、その現場を仕切る西野組は働き手たちに重労働を強いていた。竜次は怒り組に乗り込んだが、そんな時、竜次の父親が子分の反逆でされた。竜次は医者への道を諦めて、背中に刺青を入れ、父の跡を継ぐ決意をする。

## 配役
- 高橋英樹 : 大島竜次
- 和泉雅子 : 晴子
- 石山健二郎 : 大島庄三郎
- 近藤宏 : 雄造
- 名古屋章 : 斎賀
- 轟夕起子 : 村田きよ
- 木島一郎 : 松川
- 富田仲次郎 	西野
- 玉村駿太郎 : 権藤
- 河上信夫 	植木
- 杉江弘 : 江島
- 木浦佑三 	工藤
- 松本染升 	徳田野
- 柳瀬志郎 : 壷振り
- 雪丘恵介 : 病院の院長
- 小池朝雄 : 辰
- 武藤章生 : 塚本
- 井上昭文 : 向野
- 藤岡重慶 : 佐川中佐
- 大坂志郎 : 勘三

## スタッフ
- 監督 : 松尾昭典
- 企画 : 笹井英男
- 撮影 : 岩佐一泉
- 美術 : 横尾嘉良
- 音楽 : 鏑木創
- 編集 : 井上親弥
- 脚本 : 甲斐久尊
- 主題歌 : 高橋英樹 「男ごころ」

## 併映作品
- 『若い東京の屋根の下』: 斎藤武市監督